# Česká obecná a občanská menšinová škola v Ústí nad Labem
Česká obecná a občanská menšinová škola, také Masarykova škola národní, dnes Základní škola Palachova, byla škola s českým vyučovacím jazykem v Ohnsorgově ulici (německy Ohnsorgstrasse) ve čtvrti Klíše v Ústí nad Labem.

## Historie školy

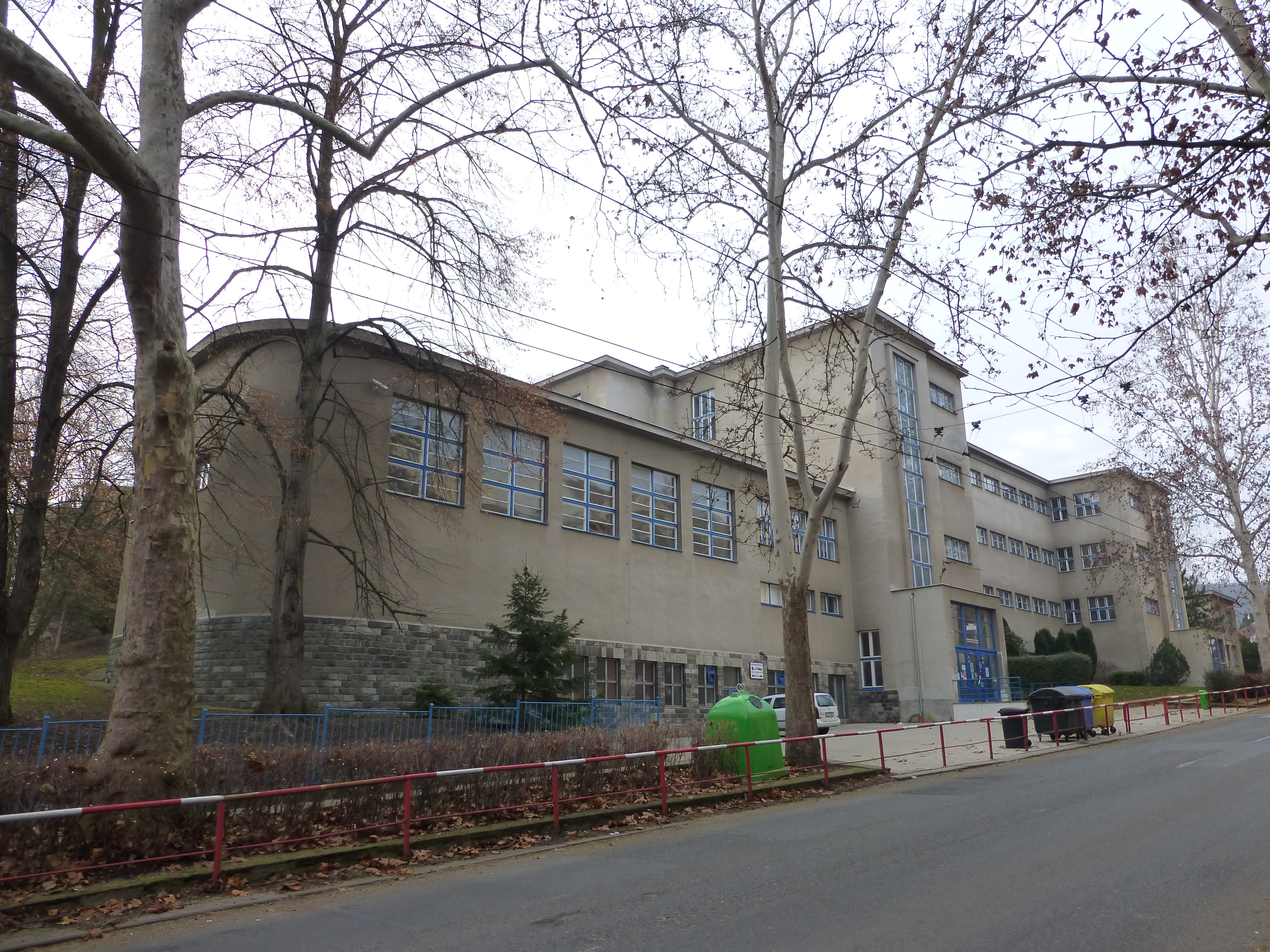
Budova školy

První česká škola v politickém okrese Ústí nad Labem vznikla v roce 1897 v Krásném Březně jako soukromá (matiční) škola, zřizovaná Ústřední maticí školskou. Tuto školu navštěvovaly i některé děti z českých rodin v Ústí nad Labem či Předlic. V Ústí nad Labem byly ze strany zdejší české menšiny snahy o zřízení menšinové školy s českým vyučovacím jazykem již od osmdesátých let 19. století. Krásné Březno bylo spolu s Klíší roku 1900 připojeno k Ústí nad Labem, další školy se však místní Češi dočkali až po vzniku ČSR. Sídlila původně v objektu bývalé německé školy v Solní ulici (dnes U Kostela), která byla vzhledem ke svému stavu pro vyučování nevhodná. Místní školní výbor vyslal v roce 1924 delegaci na Ministerstvo školství a národní osvěty s požadavkem na výstavbu nové školní budovy. Následujícího roku byla vypsána veřejná soutěž na výstavbu budovy, ve které zvítězil návrh Josefa Gočára.

## Výstavba školní budovy
Stavební práce byly zahájeny 31. října 1928 na stavebním pozemku, který věnovalo město pod podmínkou, že stavba bude dokončena do dvou let. Hodnota pozemku byla oceněna na 300 000 Kč. Samotnou stavbu prováděly firmy Ing. F. Jenč & F. Hladeček a spol. a F. Krofta, na nákladech se kromě státu částečně podílelo i město. Darovaný pozemek se nacházel ve čtvrti Klíše v Ohnsorgstrasse (dnes Palachova), v místech kde se nacházelo již několik škol, včetně nedalekého českého gymnázia (dnes jedna z budov PF UJEP). Budově bylo přiděleno čp. 400.
Gočárův návrh se postupně měnil, nakonec získal zřetelné funkcionalistické formy. Budova je umístěna v mírně svažitém terénu, čemuž odpovídal i návrh. Půdorys budovy je členitý, s vyvýšenými schodišťovými rizality, nejvýraznějším prvkem fasády jsou pásová i jednotlivá okna různých velikostí, střecha je plochá. Na budovu navazuje bývalá ředitelská vila. Avantgardní funkcionalistický styl, který byl v době výstavy vnímán oproti tehdy spíše historizujícím německým slohům jako český, se u některých obyvatel tehdy převážně německého Ústí nad Labem nesetkal s pochopením.
Před školou byla osazena pískovcová deska s reliéfem malého znaku ČSR od sochaře Otakara Velímského. Tato deska byla po okupaci československého pohraničí v říjnu 1938 německými studenty stržena a zakopána. Po roce 1945 byla obnovena, v roce 1964 opět odstraněna a obnovena v roce 1990.
Ke slavnostnímu otevření školy došlo 28. září 1930 mimo jiné za účasti senátora Emanuela Hrubého.

## Památková ochrana
Vzhledem k tomu, že stavba je unikátní ukázkou funkcionalistické architektury v Severních Čechách, která se dochovala bez větších zásahů a to včetně části zařízení interiéru (např. dřevěné dveře a zárubně, madla zábradlí), byla budova školy 8. září 2022 prohlášena kulturní památkou.